# Полозовы
Полозовы — русские дворянские роды.
Два из них восходят к началу XVII века:
1. Потомство Ивана Кириллова сына Полозова,  писанного (1616) в числе дворян (Герб VI. № 41).
2. Тугарина Арсеньева Полозова) владевшего в 1629 году поместьями (Герб. Часть XII. № 70)[1]

Внесены в Общий гербовник дворянских родов Российской империи.
Эти два рода Полозовых внесены в VI часть родословной книги Костромской губернии. Есть ещё несколько родов Полозовых позднейшего происхождения.

## Описание гербов

#### Герб Полозовых 1785 г.
В Гербовнике Анисима Титовича Князева имеется печать с гербом Алексея Петровича Полозова, не имеющая ничего общего с официально утвержденным гербом: щит имеющий форму сердца и красное поле разделен горизонтально, широкой серебряной полосой. В верхней части изображены два золотых креста. В нижней части, также изображен золотой православный крест, выходящий из нижней точки щита. Щит увенчан дворянским коронованным шлемом. Цветовая гамма намёта не определена.

#### Герб. Часть VI. № 41.
Герб рода Полозовых: щит разделен перпендикулярно на три части, из них в первой части, в красном поле, изображен серебряный лук. Во второй части, в золотом поле, крепость красного цвета. В третьей части, в чёрном поле, серебряная стрела, летящая вверх.
На щите дворянский коронованный шлем. Нашлемник: три страусовых пера. Намёт на щите красный, подложенный серебром

#### Герб. Часть XII. № 70.
Герб потомства Тугарина Арсеньева Полозова: золотой щит усеян зелеными трилистниками. Щит увенчан дворянским коронованным шлемом. Нашлемник: стоящая женщина в зелёном сарафане с золотой оторочкой, с косами, в которые вплетены лазуревые ленты, держащая в правой руке золотой серп, в левой зелёный трилистник. Намёт: зелёный с золотом.

## Известные представители
- Полозов Андрей - участвовал в походе против Степана Разина (1671).
- Полозов Зот Иванович - московский дворянин в 1677 г., воевода в Кольском остроге (1682-1684).
- Полозовы: Яков Иванович и Глеб Матвеевич - стольники (1689-1692).
- Полозовы: Борис Иванович, Афанасий и Прохор Борисовичи, Дмитрий Постников, Лев Федорович,  Яков Никитич - московские дворяне (1676-1692).
- Полозовы: Афанасий Борисович, Дмитрий Глебович, Иван (средний) Афанасьевич, Илья Назарович. Тимофей Андреевич - стряпчие (1671-1692)[5][6].
- Полозов Алексей Семёнович - главный судья мастерской и Оружейной палаты (1710)[7].